# Dylan Gage
Pour les articles homonymes, voir Gage.
Dylan Gage, né le 18 octobre 2005, est un acteur américain. Il est notamment connu pour ses rôles dans les séries PEN15 et Shining Vale,.

## Filmographie

### Cinéma
- 2018 : La Prophétie de l'horloge : garçon dans le magasin
- 2019 : Mercy Black : Sam
- 2020 : Une ode américaine : Kameron
- 2021 : Fear Street, partie 2 : 1978 : Jeremy
- À venir : Summer Gold : Dwayne

### Télévision
- 2016 : BB Brown & Friends : enfant qui fait du karate
- 2018 : Bobcat Goldthwait's Misfits and Monsters : Gabe
- 2018 : This Is Us : Little Toby
- 2019 : Stranger Things : Johnny
- 2019 : Creepshow : Smitty
- 2019–2021 : PEN15 : Gabe (16 épisodes)
- 2022 : Shining Vale : Jake Phelps (8 épisodes)